# Pseudobombyliomyia linellii
Pseudobombyliomyia linellii är en tvåvingeart som beskrevs av Townsend 1931. Pseudobombyliomyia linellii ingår i släktet Pseudobombyliomyia och familjen parasitflugor.
Artens utbredningsområde är Venezuela. Inga underarter finns listade i Catalogue of Life.